# Негрень (Олт)
Негрень, Негрені (рум. Negreni) — село у повіті Олт в Румунії. Адміністративно підпорядковане місту Скорнічешть.
Село розташоване на відстані 119 км на захід від Бухареста, 23 км на північний схід від Слатіни, 67 км на північний схід від Крайови, 144 км на південний захід від Брашова.

## Населення
За даними перепису населення 2002 року у селі проживали 1223 особи, усі — румуни. Усі жителі села рідною мовою назвали румунську.